# Tinda nigra
Tinda nigra är en tvåvingeart som först beskrevs av Macquart 1835.  Tinda nigra ingår i släktet Tinda och familjen vapenflugor. Inga underarter finns listade i Catalogue of Life.